# Andrea Žvorc
Andrea Žvorc (* 27. Januar 1986 in Zagreb) ist eine kroatische Badmintonspielerin. 

## Karriere
Andrea Žvorc gewann 2003 ihre ersten beiden nationalen Titel in Kroatien. Zehn weitere Titel folgten bis 2011. 

## Sportliche Erfolge
| Saison | Veranstaltung                     | Disziplin   | Platz | Name                              |
| ------ | --------------------------------- | ----------- | ----- | --------------------------------- |
| 2003   | Kroatien: Einzelmeisterschaften   | Dameneinzel | 1     | Andra Žvorc                       |
| 2003   | Kroatien: Einzelmeisterschaften   | Damendoppel | 1     | Andrea Žvorc / Staša Poznanović   |
| 2004   | Kroatien: Juniorenmeisterschaften | Dameneinzel | 1     | Andrea Žvorc                      |
| 2005   | Kroatien: Juniorenmeisterschaften | Damendoppel | 1     | Staša Poznanović / Andrea Žvorc   |
| 2005   | Kroatien: Einzelmeisterschaften   | Mixed       | 1     | Zvonimir Đurkinjak / Andrea Žvorc |
| 2006   | Kroatien: Einzelmeisterschaften   | Dameneinzel | 1     | Andra Žvorc                       |
| 2006   | Kroatien: Einzelmeisterschaften   | Damendoppel | 1     | Staša Poznanović / Andrea Žvorc   |
| 2007   | Kroatien: Einzelmeisterschaften   | Dameneinzel | 1     | Andra Žvorc                       |
| 2009   | Kroatien: Einzelmeisterschaften   | Damendoppel | 1     | Matea Čiča / Andrea Žvorc         |
| 2009   | Kroatien: Einzelmeisterschaften   | Dameneinzel | 1     | Andra Žvorc                       |
| 2010   | Kroatien: Einzelmeisterschaften   | Dameneinzel | 1     | Andra Žvorc                       |
| 2011   | Kroatien: Einzelmeisterschaften   | Dameneinzel | 1     | Andra Žvorc                       |